# 明神池 (沼津市)
明神池（みょうじんいけ）は、静岡県沼津市井田にある池である。井田の明神池（いた-）ともいわれる。

## 概要
駿河湾に生じた砂嘴の開口部が閉じ次第に淡水化した海跡湖である。井田集落の南、駿河湾と井田松江古墳群のある丘の間にあり、周囲約650メートル。海からは50メートル程度しか離れていないが淡水が湧き出す池である。ヒトモトススキを主体としたヤチボウズ（谷地坊主）がある。熱帯を中心に分布するテツホシダなど、特徴的な植生が周囲を取り囲んでいる。ニホンウナギやタニシなどが生息する。池の周囲には遊歩道が整備されていて、ソメイヨシノやカワヅザクラが植樹されている。

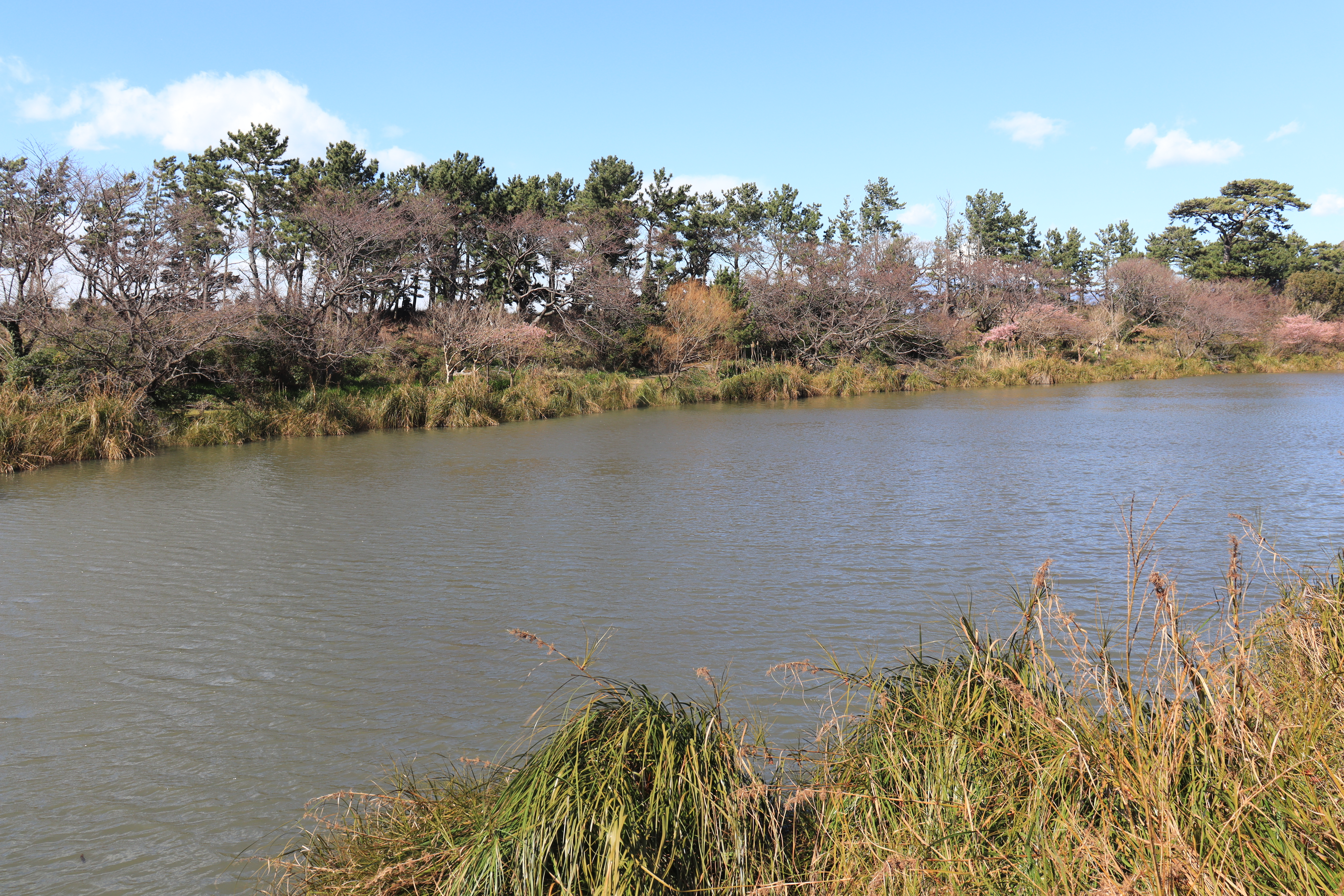
東畔から望む明神池と遊歩道添いのカワヅザクラ
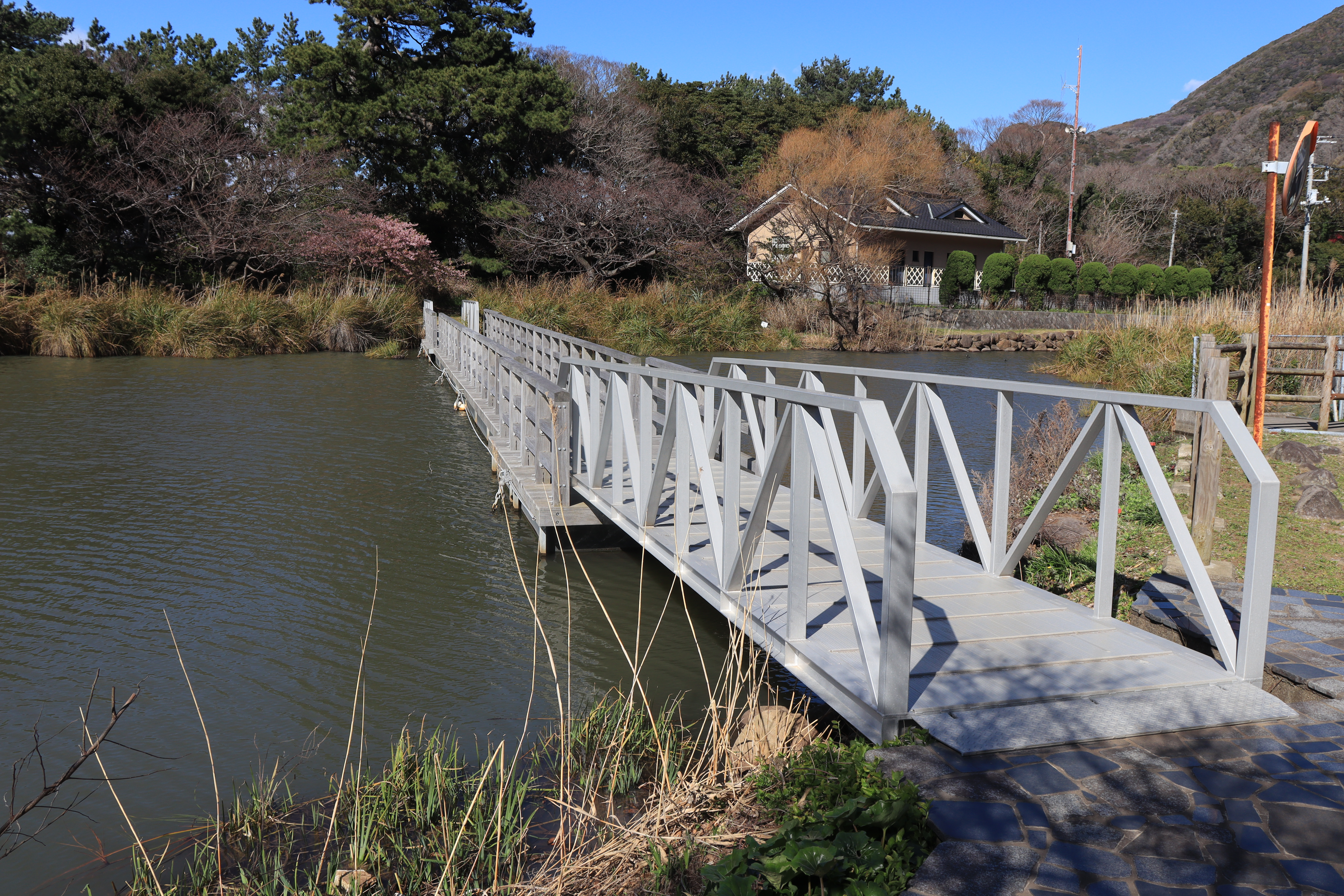
明神池に架かる遊歩道の橋
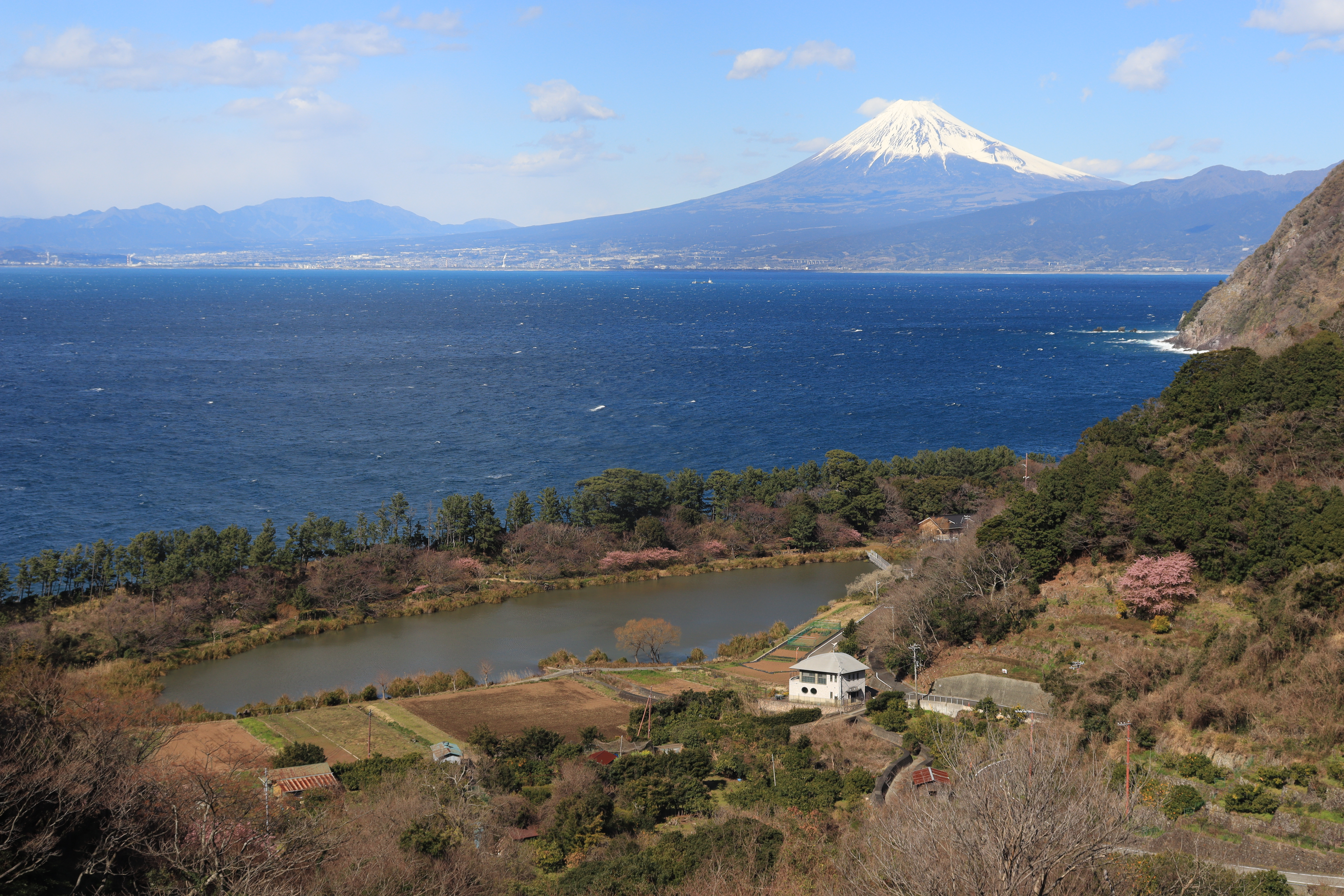
明神池と駿河湾越しの富士山